# Національна ліберальна партія (Данія)
Національна ліберальна партія (дан. De Nationalliberale) — політична партія Данії, що існувала з 1830-их до 1880 року.

## Історія
Часто вважають першою данською політичною партією. Була створена з метою опозиції абсолютизму. Її базою були селяни, промисловці, чиновники та, особливо, студенти й викладачі. Двоє лідерів партії очолювали уряд Данії: Дітлев Готард Монрад та Карл Кристіан Галл.
Політичними цілями партії було встановлення конституційного уряду та вільної ліберальної економіки у поєднанні з міцною національною ідеєю.